# Marvin Breckinridge Patterson
 Mary Marvin Breckinridge Patterson  (* 2. Oktober 1905 in New York City; † 11. Dezember 2002 in Washington, D.C., USA) war eine US-amerikanische Fotojournalistin, Kamerafrau, Nachrichtensprecherin und Philanthropin.

## Leben und Werk
Patterson war die Tochter von Isabella Goodrich Breckinridge und John C. Breckinridge. Ihre Großväter waren der Erfinder und Industrielle Benjamin Goodrich und John Cabell Breckinridge, Vizepräsident der Vereinigten Staaten unter James Buchanan. Ihre Patentante und Cousine war Arizonas erste Kongressabgeordnete Isabella Greenway. Patterson benutzte ihren zweiten Vornamen Marvin sowohl beruflich als auch privat, um nicht mit ihrer Cousine Mary Carson Breckinridge, der Gründerin des Frontier Nursing Service, verwechselt zu werden und um die damals vorherrschenden Vorurteile gegenüber Frauen zu vermeiden.
Da ihre Familie viel umzog, besuchte sie zwölf Schulen, bevor sie die Milton Academy in Milton (Massachusetts) abschloss. Sie begann 1923 ihr Studium mit Französisch und Geschichte am Vassar College und nahm als Mitglied der National Student Federation 1925 an der Internationalen Studentenkonferenz in Kopenhagen teil. Anschließend organisierte sie mit Studenten in Princeton (New Jersey) die Princeton Conference von 1925, um die Teilnahme der Vereinigten Staaten am Weltgerichtssystem zu unterstützen. 1927 erhielt sie ihren Abschluss am Vassar College. Nach ihrem Abschluss war sie Postgraduiertenstudentin an der Clarence White School of Photography, der Universität Berlin, der Katholischen Universität in Lima und der American University of Cairo.

## Fotojournalismus und Kinematografie
Sie nahm im Alter von 9 Jahren Standbilder auf, konnte mit 15 Jahren ihre eigenen Fotografien entwickeln und erhielt 1926 ihre erste Kamera. Bereits als junge Frau beherrschte sie die neuesten Kameratechniken, lernte Polo zu spielen und wurde 1929 die erste in Maine lizenzierte Pilotin.
In den 20er Jahren war sie die erste weibliche Kurierin für ihren Cousine im Frontier Nursing Service und auf deren Anregung studierte sie professionelle Kinematografie, um einen Werbefilm über den Frontier Medical Service zu drehen. 1930 drehte sie den Stummfilm The Forgotten Frontier, der die Arbeit des Frontier Nursing Service dokumentierte. Die Personen in dem Film waren echte FNS-Krankenschwestern und ihre Patienten, und die meisten von ihnen spielten in Szenen, die ihre eigenen Geschichten erzählten. Der Film wurde 1931 in New York City uraufgeführt und lief bis 1939.
Nach The Forgotten Frontier produzierte und inszenierte sie dann den Film She Goes to Vassar, der vor allem für Frauen das Geschehen im College zeigen und auch Alumnae nach ihrem Abschluss auf dem Laufenden halten sollte. Dieser Film wurde am 19. Dezember 1931 an der Potomac School uraufgeführt.
Nachdem sie zwei Jahre lang als Sekretärin für das Democratic National Committee gearbeitet hatte, reiste sie 1932 mit ihrer Freundin, Olivia Stokes Hatch, für sechs Monate von Kapstadt bis Kairo durch Afrika. Als sie nach ihrer Rückkehr aus Afrika entdeckte, dass sie die während ihrer Reise aufgenommenen Fotos verkaufen konnte, begann sie eine Karriere im Fotojournalismus. 1933 schrieb sie sich an der Clarence Hudson White School of Photography in New York City ein und nahm an einer Ausbildung in fotografischer Entwicklung und Druck teil. Anschließend arbeitete sie im Büro der demokratischen Kongressabgeordneten bei Isabella Selmes Greenway, kehrte aber bald für ein längeres Studium an die Clarence White School of Photography zurück.
Während der 1930er Jahre führten sie ihre fotografischen Aufträge nach Palästina, in die Türkei und nach Frankreich, und ihre Arbeiten erschienen in Zeitungen und in verschiedenen Magazinen, darunter in Life, Harper’s Bazaar und Vogue.
1939 reiste sie für zwei Fotojournalismus-Aufträge nach Europa und war in der Schweiz, als die Nationalsozialisten am 1. September in Polen einmarschierten und den Zweiten Weltkrieg auslösten. Sie reiste nach London, wo sie die ersten Bilder eines Londoner Luftschutzbunkers und die Evakuierung englischer Kinder aus der Hauptstadt fotografierte. In den ersten Kriegsmonaten war sie eine von nur vier amerikanischen Fotografen in England.
In Mexiko drehte sie später den ersten professionellen Film über die archäologische Ausgrabung in Chichén Itzá.

## Nachrichtensprecherin
Am 18. November 1939 lud Edward R. Murrow sie ein, mit ihm in einer CBS-Radiosendung über die Veränderungen zu sprechen, die der Krieg den englischen Dörfern und der University of Oxford gebracht hatte. Murrow ermutigte sie, während der Sendung mit tiefer Stimme zu sprechen, und engagierte sie als erste weibliche Nachrichtensprecherin für die CBS-Radiosendung World News Roundup in Europa. Während des Zweiten Weltkriegs berichtete sie als erste weibliche Nachrichtensprecherin für das CBS Radio Network aus Europa. Sie war die erste Frau in der ursprünglichen Generation der CBS-Berichterstatter, die als Murrow's Boys bekannt sind. Wie alle anderen Korrespondenten mussten sie und auch Murrow ihre Skripte anpassen, um die Zensur zu bestehen, unabhängig davon, ob sie in England oder anderswo arbeiteten. Patterson war auch die erste Frau, die ein CBS-Büro leitete, als sie die Leitung des Netzwerks in Amsterdam übernahm. Sie sendete aus Irland, Norwegen, Amsterdam, Frankreich und Deutschland. Während der Sendung für den CBS World News Roundup in Berlin lernte sie dort den Ersten Sekretär der US-Botschaft in Berlin, Jefferson Patterson, kennen, den sie 1940 heiratete.
Sie trat als Nachrichtensprecherin zurück, in der Hoffnung, ihre ursprüngliche Karriere im Fotojournalismus wieder aufnehmen zu können. Sie wurde jedoch vom US-Außenministerium von Veröffentlichungen ihrer Arbeiten ausgeschlossen, da diese Aktivitäten die Arbeit ihres Mannes in Berlin beeinträchtigen würden. Sogar Pattersons inoffizielle Bemühungen, in Begleitung ihres Mannes Kriegsgefangenenlager zu dokumentieren, endeten mit dem Einspruch deutscher Beamter. Sie und ihr Mann wurden während des Krieges nach Peru geschickt, kehrten jedoch nach Kriegsende nach Belgien, Ägypten und Griechenland zurück. In den späten 1950er Jahren wurde ihr Mann Botschafter in Uruguay und sie widmete sich weiterhin der Erziehung ihrer beiden Adoptivkinder und ihrer Karriere als Frau eines Diplomaten.

## Philanthropie
Pattersons Ehemann zog sich 1958 aus dem Auswärtigen Dienst zurück und sie widmete sich der Philanthropie. Patterson war in den Vorständen mehrerer Institutionen tätig, bei dem Frontier Nursing Service, für das Board of Directors des National Symphony Orchestra, das Women’s Committee der Corcoran Gallery of Art, das Women’s Committee of den Smithsonian Institution Associates und dem International Council of the Folger Shakespeare Library. Sie spendete Kunst und ihre Fotografien an diese Organisationen und an die Library of Congress, den American News Women’s Club, das Dayton Art Institute, die English-Speaking Union, das Kennedy Center, die St. Albans School, die Society of Woman Geographers, der US Capitol Historical Society, der University of Kentucky, dem Vassar College, WETA-TV und vielen anderen Organisationen. 1973 spendeten die Pattersons ihren Familienbesitz in York, Maine, der jetzt im National Register of Historic Places aufgeführt wird, an das Bowdoin College, das zum Standort des Breckinridge Public Affairs Center des Colleges wurde. Sie spendete 1983 dem Staat Maryland die 550 Hektar große „Point Farm“ in Calvert County, die zum Jefferson Patterson Park and Museum wurde. Die Farm war reich an historischen und prähistorischen Stätten sowie an Artefakten der amerikanischen Ureinwohner.
1985 gründete sie die Marpat Foundation, um ihre karitativen Spenden zu koordinieren und die weiterhin Stipendien an Museen, Galerien, Umwelt- und Geschichtsorganisationen sowie an kulturelle und soziale Gruppen im Großraum Washington vergibt.
The Forgotten Frontier wurde 1996 in das National Film Registry aufgenommen. Ihre Tagebücher, die Pläne und Ideen für The Forgotten Frontier enthielten, wurden im Herbst 1929 in der Library of Congress archiviert.
1987 wurde Mary Breckinridge im Department of Special Collections der University of Kentucky ein Studienzimmer gewidmet.
Sie starb 2002 im Alter von 97 Jahren in ihrem Haus in Washington an einer Lungenentzündung.

## Ehrungen
- 1984: Calvert Prize for Conservation
- 1987: Outstanding Achievement Award[11]
- Ehrendoktorwürde des Bowdoin College
- Ehrendoktorwürde der Georgetown University
- 2010 nahm die Library of Congress in Anerkennung ihres Fotojournalismus und ihrer Sendungen aus Kriegszeiten sie und sieben weitere Journalistinnen und Fotografinnen – darunter Clare Booth Luce, Janet Flanner, Dorothea Lange und May Craig – in ihre Ausstellung Women Come to the Front: Journalists, Photographers and Broadcasters During World War II auf